# Liste der amtierenden deutschen Landesfamilien- und -jugendminister
Die nachfolgende Liste führt die in der Jugend- und Familienministerkonferenz vertretenen Landesminister auf, die in ihrem Land für Familie und/oder Jugend zuständig sind.
| Land                   | Name                        | Amtsantritt        | Ressortzuschnitt                                                    | Regierung                            | Partei | Partei                        | Bild |
| ---------------------- | --------------------------- | ------------------ | ------------------------------------------------------------------- | ------------------------------------ | ------ | ----------------------------- | ---- |
| Baden-Württemberg      | Manfred Lucha               | 12. Mai 2016       | Soziales, Gesundheit und Integration                                | Kretschmann II Kretschmann III       |        | Grüne                         |      |
| Baden-Württemberg      | Theresa Schopper            | 12. Mai 2021       | Kultus, Jugend und Sport                                            | Kretschmann III                      |        | Grüne                         |      |
| Bayern                 | Ulrike Scharf               | 23. Februar 2022   | Familie, Arbeit und Soziales                                        | Söder II Söder III                   |        | CSU                           |      |
| Berlin                 | Katharina Günther-Wünsch    | 27. April 2023     | Bildung, Jugend und Familie                                         | Wegner                               |        | CDU                           |      |
| Brandenburg            | Britta Müller               | 11. Dezember 2024  | Gesundheit und Soziales                                             | Woidke IV                            |        | parteilos (vom BSW nominiert) |      |
| Brandenburg            | Steffen Freiberg            | 10. Mai 2023       | Bildung, Jugend und Sport                                           | Woidke III Woidke IV                 |        | SPD                           |      |
| Bremen                 | Claudia Schilling           | 5. Juli 2023       | Arbeit, Soziales, Jugend und Integration                            | Bovenschulte II                      | SPD    |                               |      |
| Bremen                 | Sascha Karolin Aulepp       | 7. Juli 2021       | Kinder und Bildung                                                  | Bovenschulte I Bovenschulte II       | SPD    |                               |      |
| Hamburg                | Ksenija Bekeris             | 7. Mai 2025        | Schule, Familie und Berufsbildung                                   | Tschentscher III                     | SPD    |                               |      |
| Hessen                 | Heike Hofmann               | 18. Januar 2024    | Arbeit, Integration, Jugend und Soziales                            | Rhein II                             | SPD    |                               |      |
| Hessen                 | Diana Stolz                 | 18. Januar 2024    | Familie, Senioren, Sport, Gesundheit und Pflege                     | Rhein II                             |        | CDU                           |      |
| Mecklenburg-Vorpommern | Stefanie Drese              | 1. November 2016   | Soziales, Gesundheit und Sport                                      | Sellering III Schwesig I Schwesig II |        | SPD                           |      |
| Niedersachsen          | Andreas Philippi            | 25. Januar 2023    | Soziales, Arbeit, Gesundheit und Gleichstellung                     | Weil III Lies                        | SPD    |                               |      |
| Niedersachsen          | Julia Hamburg               | 8. November 2022   | Kultus                                                              | Weil III Lies                        |        | Grüne                         |      |
| Nordrhein-Westfalen    | Josefine Paul               | 29. Juni 2022      | Kinder, Jugend, Familie, Gleichstellung, Flucht und Integration     | Wüst II                              | Grüne  |                               |      |
| Rheinland-Pfalz        | Katharina Binz              | 18. Mai 2021       | Familie, Frauen, Kultur und Integration                             | Dreyer III Schweitzer                | Grüne  |                               |      |
| Rheinland-Pfalz        | Sven Teuber                 | 14. Mai 2025       | Bildung                                                             | Schweitzer                           |        | SPD                           |      |
| Saarland               | Magnus Jung                 | 26. April 2022     | Arbeit, Soziales, Frauen und Gesundheit                             | Rehlinger                            | SPD    |                               |      |
| Saarland               | Christine Streichert-Clivot | 18. September 2019 | Bildung und Kultur                                                  | Hans Rehlinger                       | SPD    |                               |      |
| Sachsen                | Petra Köpping               | 20. Dezember 2019  | Soziales, Gesundheit und Gesellschaftlichen Zusammenhalt            | Kretschmer II Kretschmer III         | SPD    |                               |      |
| Sachsen                | Conrad Clemens              | 19. Dezember 2024  | Kultus                                                              | Kretschmer III                       |        | CDU                           |      |
| Sachsen-Anhalt         | Petra Grimm-Benne           | 25. April 2016     | Arbeit, Soziales, Gesundheit und Gleichstellung                     | Haseloff II Haseloff III             |        | SPD                           |      |
| Schleswig-Holstein     | Aminata Touré               | 29. Juni 2022      | Soziales, Jugend, Familie, Senioren, Integration und Gleichstellung | Günther II                           |        | Grüne                         |      |
| Thüringen              | Katharina Schenk            | 13. Dezember 2024  | Soziales, Gesundheit, Arbeit und Familie                            | Voigt                                |        | SPD                           |      |
| Thüringen              | Christian Tischner          | 13. Dezember 2024  | Bildung, Wissenschaft und Kultur                                    | Voigt                                |        | CDU                           |      |